# Giancarlo Minardi
Giancarlo Minardi (ur. 18 września 1947 w Faenzy) – założyciel i dyrektor zarządzający byłego zespołu Formuły 1 – Minardi.

## Życiorys

### Młodość
Giancarlo Minardi urodził się w zamożnej rodzinie zarządzającej siecią dealerską Fiata i stacjami benzynowymi Agip. Rodzina Minardich zasiadała także w radzie zarządzającej  Iveco i Seleny. Jego ojciec – Giovanni Minardi był mocno związany ze sportami motorowymi.
Giancarlo rozpoczął pracę, udanie tworząc sieć dealerską ciężarówek we Włoszech.

### Kariera kierowcy wyścigowego
Włoch rozpoczął swoją karierę wyścigową w 1968 roku za kierownicą, kupionego za własne fundusze, Fiata 500, którym z dobrymi skutkami startował w wyścigach górskich. Później jeździł w rajdach samochodowych Fiatem 124. Pomiędzy 1972 a 1974 rokiem prowadził zespół Scuderia del Passatore w serii formula Italia. Podczas jego obecności w zespole Scuderia zdobyła 2. miejsce w roku 1973, a rok później stanęła na najwyższym stopniu podium za sprawą kierowcy Giancarla Martiniego. Po zmianie nazwy na Scuderia Everest w roku 1975 stajnia ścigała się w Europejskiej Formule 2.

### Minardi Team
W 1980 roku powołano do życia zespół wyścigowy Minardi. Niezbędne środki na otwarcie nowego zespołu wyłożył mecenas sportów motorowych we Włoszech – Piero Mancini. Giancarlo Minardi prowadził zespół przez cztery sezony Formuły 2, którego największym sukcesem było zwycięstwo na torze Misano w 1981 roku.
Następnym krokiem dla zespołu była Formuła 1. W sezonie 1985 stajnia wystawiła jeden bolid, za którego kierownicą zasiadł Pierluigi Martini.
W sezonie 1994 zespół popadł w problemy finansowe i pod znakiem zapytania stawały dalsze starty włoskiego teamu. Jednak za sprawą interwencji Berniego Ecclestone’a zespół przetrwał. 2 lata później znów skończyły się pieniądze na byt w Formule 1 i pod koniec roku Giancarlo Minardi sprzedał 70% udziałów w Minardi dyrektorowi Benettona – Flaviowi Briatoremu.
W 2001 zespół został sprzedany Australijczykowi Paulowi Stoddartowi. Giancarlo Minardi zachował jednak funkcję dyrektora generalnego, kładąc nacisk na rozwój młodych kierowców. Po sprzedaży zespołu firmie Red Bull pod koniec 2005 i przekształceniu go w Scuderia Toro Rosso zespół Minardi przeniósł się do Formuły 3000, gdzie umożliwiał rozwój młodym zawodnikom, m.in. Nelsinho Piquetowi.
Giancarlo Minardi miał dobre podejście do młodych, utalentowanych kierowców i to ich obsadzał w swoich bolidach. Dzięki niemu w Formule 1 zadebiutowali: Giancarlo Fisichella, Fernando Alonso, Mark Webber i Jarno Trulli.

## Życie prywatne
Zamieszkał w rodzinnym mieście Faenza. Ożenił się z Marą, z którą ma syna Giovanniego, nazwanego po dziadku. Jego dwaj bracia Giuseppe i Nando zajmują się sprzedażą samochodów.
Był również prezesem klubu piłkarskiego Faenza Calcio.